# ドリアーニ
ドリアーニ（イタリア語: Dogliani）は、イタリア共和国ピエモンテ州クーネオ県にある、人口約4,700人の基礎自治体（コムーネ）。

## 地理

### 位置・広がり

#### 隣接コムーネ
隣接するコムーネは以下の通り。
- ベルヴェデーレ・ランゲ
- ボンヴィチーノ
- ボッソラスコ
- チッソーネ
- ファリリアーノ
- レークイオ・ターナロ
- モンキエーロ
- モンフォルテ・ダルバ
- ロッディーノ
- ソマーノ

#### 地震分類
イタリアの地震リスク階級 (it) では、4 
に分類される。

## 行政

### 分離集落
ドリアーニには、以下の分離集落（フラツィオーネ）がある。
- Fossato, Giachelli, Gombe, Masanti, Pian del Troglio, Taricchi

## 姉妹都市
- Jarnac、フランス 2000年

## 人物

### 著名な出身者
- ジュリオ・エイナウディ - 20世紀の実業家・著述家。大手出版社エイナウディ社創業者。
- ミケーレ・フェレロ（英語版） - 20世紀の実業家、大手食品会社フェレロ社オーナー。